# Stefanówka (Kobyłka)
Stefanówka – dzielnica Kobyłki, w województwie mazowieckim, w powiecie wołomińskim. Leży w południowo-wschodniej części Kobyłki, przy granicy z Turowem i Ossowem. Sąsiaduje z rezerwatem przyrody Grabicz. Do 1957 samodzielna miejscowość.
Osada powstała w czasach parcelacji kobyłeckiego majątku ziemskiego, kiedy to właściciele nadawali poszczególnym terenom imiona swoich dzieci (Antolek, Jędrzejek, Piotrówek, Stefanówka).
W latach 1867–1939 wieś w powiecie radzymińskim, w gminie Ręczaje, w granicach której 20 października 1933 weszła w skład gromady Grabicz. W latach 1939–1954 w gminie Kobyłka w powiecie radzymińskim. Od 1 lipca 1952 w powiecie wołomińskim.
W związku z reorganizacją administracji wiejskiej jesienią 1954 dawna gromada Grabicz (ze Stefanówką) weszła w skład nowej gromady Kobyłka.
1 stycznia 1957 gromadę Kobyłka przekształcono w osiedle, przez co Stefanówka stała się integralną częścią Kobyłki, a w związku z nadaniem Kobyłce praw miejskich 1 stycznia 1969 – częścią miasta.

## Ulice
W granicach Stefanówki znajdują się następujące ulice:
Bohaterów Ossowa, Władysława Broniewskiego, Długa, Aleksandra Fredry, Marii Konopnickiej, Janusza Korczaka, Ks. Ignacego Krasickiego, Królewska, Królowej Jadwigi, Literacka, Gabriela Narutowicza, Stefana Okrzei, Elizy Orzeszkowej, Kazimierza Przerwy-Tetmajera, Władysława Stanisława Reymonta, Rynek, Stefanii Sempołowskiej, Ks. Ignacego Skorupki, Leopolda Staffa, Stanisława Staszica, Średnia, Juliana Tuwima, Wąska, Stanisława Wyspiańskiego, Stefana Żeromskiego, Żytnia, 3-go Maja.